# 다카라즈카 음악학교
다카라즈카 음악학교(宝塚音楽学校)는 일본 효고현 다카라즈카시에 위치한 사립학교이다. 학교 분류 상 예술고등학교에 해당된다. 하지만 3년제가 아닌 2년제인 탓에 정규 고등학교는 아니다.
예과ㆍ본과 합쳐서 2년제로, 다카라즈카 가극단 단원 양성소이다. 학교교육법상 효고현 인가의 각종학교로 되어있다.
한큐전철 출자로 설립됐다. 설치자는 학교법인 다카라즈카 음악학교 (효고현 지사 관할, 각종학교)이다.
이사장은 스미 카즈오, 교장은 나카니시 타츠야이다.

## 기본 정보
- 지원자격: 만 15세 ~ 만 18세[1]
- 수업 기간 : 예과 1년, 본과 1년의 여자 학교.
  - 전기 (4월 1일 ~ 9월 말)
  - 후기 (10월 1일 ~ 3월 말)
- 휴업일 : 일요일, 축일, 봄방학 (약 30일간), 여름방학 (약 30일 간), 정월 방학 (약 10일간)
- 수업 시간 : 오전 9시 ~ 오후 5시 (예과생은 수업 시작 전 청소가 일과)

보통 낮에는 실기 위주의 수업, 밤에는 개인 레슨에 힘쓴다.
- 교복 : 양복 (교복, 교모, 코트류 기타), 일본옷 (초록색 & 검은색 몬츠키 하카마. 색이 있는 것을 입을 때도 있음.)
- 교사 : 면적 3,170 평방 미터
  - 전문 교실 (서양 무용, 일본 무용, 일본전통악기 연주, 피아노 성악, 연극), 홈룸, 교장실, 교감실, 교무실, 응접실, 보건실, 회의실, 강당
- 교훈 : 「맑고 바르고 아름답게(清く 正しく 美しく)」 (코바야시 이치조의 유훈에는 앞에 "명랑하게 (朗らかに)"가 추가 되어있다.

## 연혁
- 1913년 (다이쇼 2년)

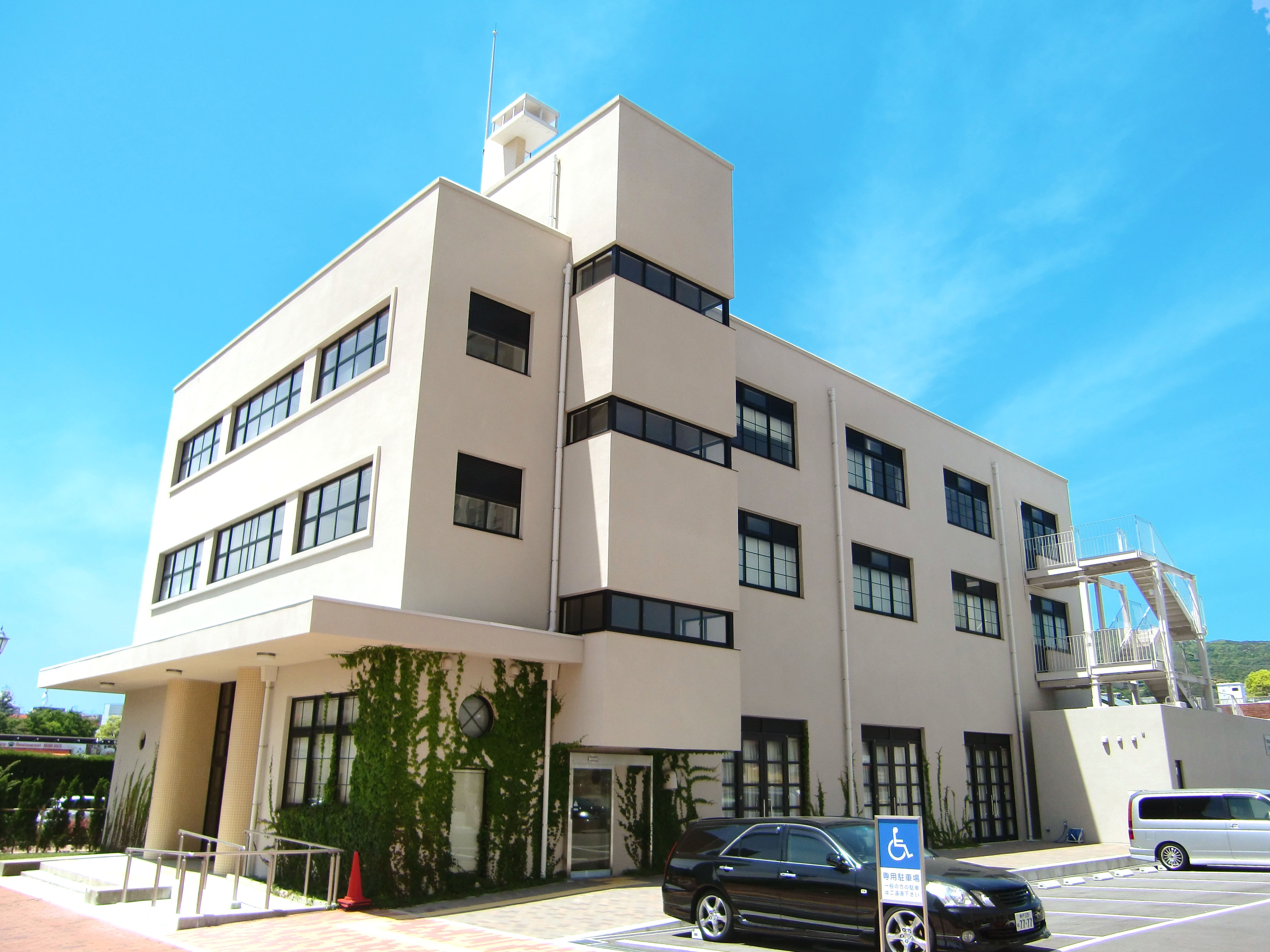
다카라즈카 음악학교 구교사 (현 다카라즈카문화창조관)

  - 7월 - 코바야시 이치조가 다카라즈카 창가대 설립
  - 12월 - 다카라즈카 소녀가극 양성회로 개칭
- 1914년 (다이쇼 3년) - 다카라즈카 신온천 파라다이스극장에서 제 1회 공연. 연목은 『돈부라코』 『들뜬 달마』 『호접』의 세 작품 동시 상연.
- 1919년 (다이쇼 8년) 1월 - 양성회를 해산하고 다카라즈카 음악가극학교를 설립. 다카라즈카 음악가극학교 학생과 졸업생으로 다카라즈카 소녀가극단 조직 (학교와 가극단이 한 몸)
- 1922년 (다이쇼 11년) 6월 - 첫 운동회 개최
- 1923년 (다이쇼 12년) - 입학 연령을 세는 나이로 13 - 19세로 함.
- 1939년 (쇼와 14년) 12월 - 다카라즈카 음악무용학교로 개칭, 학교와 가극단을 분리
- 1940년 (쇼와 15년) 10월 - 다카라즈카 소녀가극단을 다카라즈카 가극단으로 개칭
- 1946년 (쇼와 21년) 4월 - 다카라즈카 음악학교로 개칭. 예과 1년제.
- 1947년 (쇼와 22년) - 입학 연령을 세는 나이로 16 - 18세로 함.
- 1949년 (쇼와 24년) - 학칙 개정에 의해, 입학 연령을 세는 나이 17 - 18세, 졸업 후의 진로는 본인 선택으로 함.
- 1951년 (쇼와 26년) - 준학교법인이 되다.
- 1953년 (쇼와 28년) - 입학 연령을 만 15 - 18세로 함.
- 1957년 (쇼와 32년) - 예과ㆍ본과의 2년제가 됨. (45기 부터)
- 1987년 (쇼와 62년) 10월 - 코바야시 코헤이가 이사장 취임.
- 1996년 (헤이세이 8년) 8월 - 코바야시 코헤이가 교장 취임.
- 1998년 (헤이세이 10년) 12월 - 신교사 건설. 현재의 교사로 이동.
- 2009년 (헤이세이 21년) 3월 - 입학 수험 방법 대폭 변경
- 2009년 (헤이세이 21년) 4월 - 음악학교 구교사가 다카라즈카시립 다카라즈카문화창조관으로 오픈
- 2010년 (헤이세이 22년) 4월 1일 - 스미 카즈오가 이사장 취임. 이와사키 후미오가 교장에 취임. 코바야시 코헤이가 명예교장 취임
- 2013년 (헤이세이 25년) 7월 17일 - 창립 100주년 기념식전이 다카라즈카 대극장에서 개최

## 특색
- 매일, 성악, 발레, 일본무용 등 극단에서 필요한 사항들에 대해 꼼꼼히 레슨이 짜여져 있다. 기타 수업으로는 모던 댄스, 탭댄스, 연극, 피아노 등이 있다. 수업 후에도 스미레 기숙사 레슨이 있어 바쁜 나날을 보내고 있다.
- 코바야시 이치조에 의한 "명랑하게, 맑고, 바르고, 아름답게 (朗らかに、清く、正しく、美しく)"의 가르침에 근거해, 예의범절이나 매너도 엄격해, 이른 아침부터 예과생이 연습장을 정성그럽게 청소하는 것은 유명하다.
- 1989년부터 매년 전교생이 육상 자위대 이타미 주둔지에서 기본 교련 연수를 받고 있다.
- 과거에는 "여사관학교"라고 불릴 정도로 엄격함은 유명했다. 쇼와 중기에는 현재에 비하면 대량의 학생을 입학시켰지만, 동시에 다수의 낙제자를 내고 있었다. 당시에는 여름방학 때 모든 학생을 집으로 귀가시키고 추후 통보온 학생만 후기 수업을 진행한다는 엄격함이 있었다. 현재도 중퇴자가 나올 수 있으나, 그 중에는 자퇴한 후 복학ㆍ졸업한 자도 있다.

## 입학 시험
입학 시험은 매년 3월 말에 행해진다. 2000년도 이후의 학생 정원 (상한)은 50명이지만, 2008년도 이후의 합격자 수는 약 40명 정도이다. 이중 6~10명 가량은 키 173cm 이상의 장신 수험자를 선발하며 해당 인원은 남역 고정이다.
경쟁률
2016년도 수험자 수는 1079명, 경쟁률은 27 : 1이다.
1960년대까지는 평균 3 : 1 정도였으나, 『베르사이유의 장미』 상연에 의한 다카라즈카 가극 붐 이후, 급속 성장하여, "동쪽의 도쿄대ㆍ서쪽의 다카라즈카"라고 불릴정도로 난관이 되었다.
사상 최고 경쟁률은 1994년도 (다카라즈카 가극단 82기생) 입학 시험 당시, 48.2 : 1이었다.
2004년도 이후에는 응시자 수가 감소해 20 : 1 내외의 경쟁률을 유지했으나, 2009년도에 응시자 수가 증가해, 동년도의 경쟁률은 27.65 : 1이 되었다. 그 다음은 응시자 수가 천명 정도, 경쟁률은 25 : 1 전후로 추산하고 있다.
징크스
앞에서 서술한 다카라즈카 가극 붐으로부터 "「베르사이유의 장미」를 상연한 다음 해의 경쟁률은 뛰어오른다"라고 하는 징크스가 존재하고 있었다.
응모자격
- 용모가 단아하여, 다카라즈카 가극단의 무대인에 적합한 자
- 의무교육 종료 (중학교 3학년)부터 고등학교 졸업까지의 연령 (15 ~ 18세)의 여자. 수험 볼 수 있는 기회는 최대 4번.

시험 일정
1차 : 면접 (도쿄ㆍ다카라즈카) → 30초 동안 이름 이외의 자신의 데이터를 암송한다. (전체 지원자 수 → 400명)
2차 : 면접ㆍ가창 (과제ㆍ신곡 시창)ㆍ무용 (다카라즈카) (400명 → 100명)
3차 : 면접ㆍ건강진단 (다카라즈카) (100명 → 40명)
시험 내용
면접
다카라즈카 가극에 적합한 외모 (단려한 것), 언어, 동작, 태도 등에서 합격인지 불합격인지 심사한다.
가창
과제곡 (원서와 함께 배포, 여러 곡 중 한 곡 고르기.) 가창
무용
유연성, 리듬감, 운동신경, 서양 무용의 적성이 심사 대상. 과제는 시험장에서 본과생이 모범 연기를 보인다.

### 시험 방법의 변경
다카라즈카 음악학교의 시험은 창립 이래 내용을 거의 변경하지 않고 계속 되고 있었지만, 저출생에 수반하는 응시자 수의 감소와 "스쿨에서 연습하지 않으면 합격할 수 없다"는 이미지로부터 스험생이 스쿨이 있는 도시부로 치우쳐 지방 출신자나 미경험자가 수험하기 어려운 상황이 되어 있던 것을 두고, 2009년도 입학시험부터 시험 내용을 대폭 변경.
1차 시험을 면접만 하고, "신곡 시창"이나 "콜유븐겐 (합창 연습)"을 폐지하는 등, 실기시험을 경감 (이후 신곡 가창은 난이도를 낮춘 것이 추가되었다). 수험 시의 완성도가 아닌, 소질과 장래성을 중시한 시험으로 전환했다.

## 복장ㆍ학풍

### 복장
- 「TMS」 (다카라즈카 뮤직 스쿨의 약자)가 새겨진 로고가 가슴팍에 들어간 회색 교복에 빨간 리본 타이. 디자인은 의상부의 시즈마 시오타로에 의해 1956년 (쇼와 31년) 제정되었다.
- 신입 (예과)생은, 남역 : 리젠트, 여역 : 머리 끝까지 단단하게 땋은 머리
- 힌색 3단 접이식 양말을 착용할 것
- 신발은 예과생은 검정 로퍼, 본과생은 펌프스
- 손목시계는 검은 가죽 벨트 제품

### 예과생의 마음가짐
다음과 같은 불문율이 2020년까지 있었다. 위반하면 반성문 제출 제제가 가해졌다. 게다가 내용을 받아들여 줄 수 없다고 되받아쳤다고 한다.
- 등하교 때는 물론 교내에서도 교성이나 웃음소리를 내지 않도록 자세를 바로잡고 똑바로 앞을 응시하며 빠른 걸음으로 걷는다. 2열 종대 (최대 6명)로 행진하면서 가는 상급생 개개인에게 인사를 건넨다.
- 사복은 검정, 흰색, 회색이며, 빨간 옷을 입으면 안됀다. 명품을 가져서는 안됀다. 사생활 화장은 엄금.
- 한큐전철 다카라즈카선과 이마즈선에 각각 승차할 때는 마지막 칸을 타야한다. 부모와 동반할 때도 지켜야 한다. 강사・본과생이 예과생을 지도하기 쉽도록 하기 위해서라는게 그 이유로 보인다. 또 한큐 전철 관계자[※ 2]이므로, 외부의 승객에 대한 예로서 행한다 라는 의미도 있는 것 같다. 덧붙여, 차 내에서 좌석에 앉는 것도 엄금이라고 되어있어[※ 3], 하차역에서는 달리는 한큐전철을 최 경례로 보내는 것도 규칙으로 정해져 있다. (전차에 본과생이 타고 있을 가능성이 있기 때문에.)
- 전자레인지, 알람시계 등 소리가 나는 물품의 소유는 금지
- 본과생을 인지하게 되면 멀리서라도 큰 소리로 인사해야 한다
- 본가생 앞에서는 웃는 얼굴을 보여선 안된다. 예과 얼굴이라 불리는 눈썹을 기댄 채 입꼬리를 숙인 슬픈 표정일 것
- 본과생에 대한 응답은 「네(はい)」「아니요 (いいえ)」나 의뢰・사과・사례 (일명 「오お・아あ・시し・스す」)의 말 이외에는 하면 안됀다.
- 한명의 위반자가 발각되면 주변에 다른 사람도 자신의 위반을 자발ㄹ적으로 신고해야 한다. 「연속사과(連続謝り)」로 불린다.

공사 모두에서 본과생이 예과생을 지도하고 이를 돌보는 시스템으로 되어있다.
본과생이 되면 위에 써있는 규제는 풀렸다.
그러나, 실제로는 본과생의 지나친 지도는 계속되고 있으며, 몸을 망가뜨린 예과생도 발생하여 문제가 되었기 때문에, "시대에 맞추어 개선을 진행하고 있다"라고 하여 이러한 불문율을 폐지하는 것이 2020년 9월에 보도되었다. 다른 보도에서는 폐지에 대해 "수년이 걸려 철폐했다"라고 기술도 있다.

## 학교생활

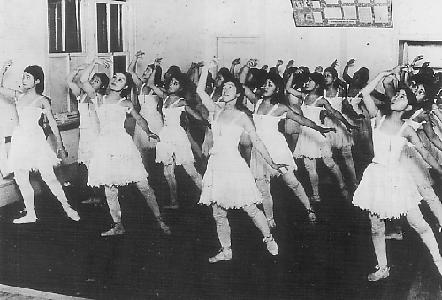
교내에서 레슨에 힘쓰고 있는 학생들 (1919년)

### 입학생
1년차는 "예과", 2년차는 "본과"로 불리며, 대부분의 학생은 기숙사에서 집단생활을 하지만, 인근에서 거주하는 사람이 입학한 경우는 집에서 통학한 예가 있다.
2학년 (본과)의 문화제가 예명으로 오히로메를 하고, 이때 남역으로 갈지 여역으로 갈지를 결졍한다. 다만 본인의 개성 (얼굴ㆍ목소리 등)이 현저한 경우는 예외도 있다. 이전에는 키를 기준으로 큰쪽을 남역, 작은 쪽을 여역의 시대도 있었지만, 현재는 본인의 자기 선택. 진급ㆍ졸업은 무조건적이 아니라 유급 조치도 존재한다. 하지만 키는 어느 정도는 유효해서 159cm이하는 남역이 아역만 가능하며 176cm 이상은 여역이 불가능하다. 아주 작거나 아주 크지만 않으면 역할 선택의 자유는 어느 정도 존재한다.

### 졸업 후
음악학교 졸업 후 기본적으로 전원 입단하지만, 가극단으로부터 입단을 거부당하거나 개인 사정으로 입단을 사퇴하는 사람도 있다. 개중에는, 그 후에 고등학교에 진학하는 사람도 있다.
다카라즈카 가극단에 입단할 경우, 학교 석차는 입단 때도 따라다닌다. 새로 입단한 자의 순서는 졸업시 석차이며, 이것이 다양한 명단 등으로 공개 돼 있다. 물론 다카라즈카 음악학교 입학 성적과 다카라즈카 가극단 입단 성적은 완전 별개인데 일례로 102기는 다카라즈카 음악학교의 입학 성적 수석인 마야 유타가(摩耶裕)가 정작 가장 중요한 다카라즈카 가극단은 꼴등으로 입단한 반면 73기는 다카라즈카 음악학교의 입학 성적 수석인 아마미 유키(天海祐希)가 다카라즈카 가극단은 5위로 입단했다. 
다카라즈카 가극단 입단 후에 대해서는 다카라즈카 가극단#가극단원과 다카라즈카 음악학교를 참조

## 이벤트
연간 주요 이벤트는 아래와 같다.
- 4월 - 입학식, 코바야시 이치조 성묘 (예과생)
- 5월 - 스미레 모금활동 (예과생과 본과생 나누어 모금활동)
- 7월 - 다카라즈카 국제 실내합창 콩쿠르 게스트 출연 (본과생), 수학여행 (본과생)
- 11월 - 가을 음악회 (학교 강당에서 피로하는 발표회)
- 1월 - 무대화장강습 (본과생, 다카라즈카 가극단 단원이 직접 지도)
- 2월 - 문화제 (본과생, 다카라즈카 바우홀에서 개최)
- 3월 - 졸업식

## 그 외
- 매주 일요일에는, 초등학교 4학년부터 중학교 2학년까지 (계속하면 중학교 3학년까지)의 소녀의 건전육성을 목적으로 한 일요교실 「다카라즈카 코도모아테네」도 개설돼 다카라즈카 음악학교 강사진과 설비를 이용해 발레・일본무용・성악 지도를 실시하고 있다.
- 수험 합격자 가운데 다카라즈카 코도모아테네 외에 입시학원으로 불리는 스쿨 출신이 많다. 대부분의 스쿨에서 전 다카라젠느가 직접 지도를 하고 있다.
- 다카라즈카 패밀리 랜드가 있을 당시에는, 다카라즈카 음악학교 학생이자, 교복 착용이라면 원내 놀이기구 이용료가 무상이며, 자유이용권이었다. 졸업생인 다이치 마오가 미래창조당 출연 때 학창시절 롤러코스터를 좋아해 방학 때 자주 놀았다고 했다.
- 과거에는 음악학교를 졸업해도 고등학교 졸업 자격이 부여되지 않았다. 그 때문에 미츠야 나오, 마야 미키 등과 같이 중학교 졸헙 또는 고등학교 중퇴하고 음악학교에 입학했을 경우는 취직이나 대학 입학 등을 위해서 다카라즈카 가극단 퇴단 후에 재차 고등학교 졸업 정도 인정 시험 (구 대학입학자격 검정)을 보는 졸업생도 적지 않았다. 그 후, 후술한 바와 같이 고교 수학 지원 제도가 개시되었기 때문에, 이 문제는 해소 되고 있다.
- 2003년도부터의 커리큘럼 개혁
  - 중졸이나 고등학교 중퇴하고 입학하는 사람을 위해서, 코요다이고등학교와 제휴한 고교 수학 (고졸 자걱 취득) 서포트 제도 (희망자만)가 스타트 했다. 첫해는 24명, 제도 도입 후 4년간 101명 (가극단 학생 포함)이 이용.
  - 2004년부터 2008년까지 센리국제학원에서 파견된 모국어 화자에 의한 영어회화 수업을 주 1회 실시하고 있었다.
  - 2009년부터 필라테스, 보이스 트레이닝의 과목을 신설. 음악사, 교겐, 다도, 영어회화의 과목이 폐지. 선택 수업의 기악도 종목에서 코토, 샤미센을 폐지, 피아노만으로 변경. 기존에 있던 연극, 일본무용 수업 내용도 재검토 됐다..
- 다카라즈카 음악학교를 완벽히 벤치마킹한 하우스텐보스 음악학교도 있다. 전직 다카라젠느 출신 선생님들이 가르치며 이쪽은 지원자격 연령이 다카라즈카 음악학교보다 꽤 높은데 만 18~23세 까지인데 일부러 만 15~18세가 지원자격인 다카라즈카 음악학교의 특징을 노리고 다카라즈카 음악학교 입학 기회를 놓친 수험생들을 받아들이기 위해 이렇게 했다.

## 96기생 학생 퇴학 문제

### 문제의 경위
사건 발생
2008년, 96기의 일부 학생들에게서, 한 학생의 편의점에서의 도둑질이 의심된다는 목격 정보가 학교에 전해졌다. 학생들은 자신의 방에서 다른 사람의 물건이 발견되고, 공용 비품을 자신의 가방에 넣는 등의 행위로 오래전부터 절도 행각이 주위의 의심을 받고있어, 이 학교가 학생의 방을 조사했다. 결과, 훔친 것으로 알려진 상품은 발견되지 않았지만, 학생이 9일 전 다카라즈카 대극장에서 주웠다는 타인의 지갑이 발견돼었다.
그 해 11월, 학교는 학생에 대해, 도둑질과 절도 (취득한 지갑을 9일간 은닉하고 있었던 것)등을 이유로 퇴학 처분을 실시했다.
지방 법원
그러나, 학생은 "다른 학생으로부터 괴롭힘을 당했고, 한 적없는 도둑질을 조작해 고자질 하다 퇴학처분이 됐다", "허위 사실을 바탕으로 한 처분은 무효"라고 주장하며, 다카라즈카 음악학교에 지위 확인을 요구하는 가처분을 고베 지방법원에 제기했다.
2009년 1월, 고베 지방법원은 "도둑질을 뒷받침 하는 객관적인 증거는 없고, 주운 지갑을 신고하지 않은 것으로 퇴학 처분은 가혹하다"고, 전 학생의 지위를 인정하는 가처분 명령을 내린다. 이에 대해 17일, 학교는 두번째 퇴학 처분을 한다.
두번째 주장
학생 측은 두번째 가처분 신청을 지방법원에 제기했고, 같은 해 3월 법원은 지난번과 마찬가지로 이 퇴학 처분도 무효로 하고, 학교가 가처분 명령을 따리지 않을 경우, 복학할 때까지 하루 1만엔의 간접 제제를 부과하는 명령이 내려졌다.
고등 법원
학교 측은 이에 불복해 오사카 고등재판소에 항고를 하지만, 2009년 8월, 오사카 고등법원은 고베 지방법원의 판단을 인정하고 불허 결정을 내려, 퇴학 당한 학생의 복학을 인정하는 가처분이 확정됐다. 하지만 학교 측은 오사카 고등법원에 의한 가처분 확정 후에도 사법 명령을 준수하지 않고 법원이 내린 결정을 무시한다는 사회규범으로부터의 일탈행위를 속행하고 있다. 재판소는 거기에 대해 "다카라즈카 음악학교에 교육적 배려가 결여되어 있다." (오사카 고등 법원), "다카라즈카 음악학교는 퇴학 처분을 정당화 하기 위해서 책임 전가를 실시하고 있다." (고베 지밥법원)고 하였다.
지방 법원
2009년 11월 1일, 전 학생 측은, 다카라즈카 음악학교에 대해 재차 퇴학 처분의 취소와 위자로 1천만엔의 지불 등을 요구해 고베 지방법원에 소송을 냈다.
제소에 대한 다카라즈카 음악학교는 "사실에 근거해, 교훈에 따라 처분을 했다. 일부에서 보도되고 있는 조작 사실은 없다.". "본 건은 원고가 주장하는 괴롭힘의 문제가 아니다."라는 성명을 음악학교 홈페이제 발표했다 (단, 화해 성립 후 그 성명 삭제).
그러나, 그 후의 2009년 말, 1명의 96기생의 블로그가 발각. 이 학생은 그 후인 12월 24일에 블로그 작성을 이유로 퇴학 처분이 결정. 다음 해 12월 25일에 자퇴하고, 후에 98기생으로 복학하였으나, 입단은 사퇴하였다.
재판 과정에서 2010년 3월 18일, 4월 1일 양일간 총 13명의 96기생이 증인으로 나왔다. 4월 2일에는 원고의 중학교 교사, 원고의 모친이 원고측 증인으로, 다카라즈카 음악학교 교감, 동교 사무장이 피고측 증인으로 출석. 이후 원고 본인이 나와 증언했고, 재판부는 판결을 6월 18일 예정이었으나, 7월 20일로 연기되었다. 결심 후에도 화해 협의가 속행 돼, 7월 14일, 법원의 조정을 원고, 피고가 받아들여 재판은 종결됐다.
조정 내용
공표된 조정 내용은, 피고 다카라즈카 음악학교는 두번의 퇴학 처분을 취소하여 원고에게 2010년 3월 1일자로 졸업 자격을 부여하여, 졸업 증명 서류를 송부한다. 원고는 다카라즈카 가극단에 입단하지 않는다는 것으로 원고의 주장이 거의 인정되어 수리되었다. 사실상 음악학교의 완전 패소가 확정되었다. 덧붙혀 피고 음악학교로부터 원고에의 사과의 유무나 위자료 금액은 비공표.

### 그 외
피해 학생은 당시 16세에 이와테현 출신이었고, 헤이세이 이후 유일한 이와테현 최초의 본교 합격자로, 96기생의 유일한 토호쿠 지방 출신자였다. 가해 학생은 다수에 달해, 주모격으로 여겨진 학생은 간토 지방 (도쿄도) 출신자였다.
주간지 취재에 따르면, 이 괴롭힘은 입학 직후 다카라즈카 가극 팬들이 모이는 웹사이트 내 게시판에 유명 팬들에 의해 (피해 학생이) 96기에서 가장 예쁘다고 올라온 것이 발단으로, 실제 96기 집합 사진에서도 피해 학생이 한명만 들떠 보일 정도로 외모가 단아하였다. 기숙사 생활에서 동기생이 "존재를 지워" "죽으면 좋겠어" "내 시야에 들어오지 마"는 욕설을 원고에게 퍼부어, 심지어 물건을 휴지통에 버리기까지 하였다. 그 외에 "세탁물이 더렵다"는 이유로 세탁기 사용을 새벽 5시로 제한한다. 라이터나 칼을 가방에 넣고 있다고 했고, 공용 스프레이를 실수로 가방에 넣어ㅓ 버린 것을 "도난"이라고 떠들어 대고, 메일링 리스트에서 한 명만 빼고 정보를 주지 않고, 또한 휴대전화를 들어 통화 이력이나 문자 내용을 확인하거나, 밀실로 둘러싸 히라테우치 (스모 동작)를 반복하거나, 기숙사 한방에 수시간 동안 감금 상태에 두는 등, 그런 괴롭힘 행위가 반넌 넘게 벌어졌다는 것.
또, 다카라즈카 음악학교의 직원도, 원고가 도둑질 의혹을 받았을 때에, 방범 카메라를 보면 알 수 있다고 호소해도 무시하고, 교감, 이마니시 마사코 (옛 예명 : 하야마 미치코)가 "정말로 하지 않았다면 (변명을) 말 할 수 있지 않을까?" 라고 발언, 다른 직원도 "보고 있으면 짜증이 난다"라고 발언했다 고 보도 되었다.
이 사건이 주변에 드리운 그림자는 크고, 팬들 사이에서는 기의 숫자의 "96"에 걸친 "쿠로키(흑기,黒期)"라는 호칭이 정착. 이 기수의 단원들이 공연에, 특히 주연급으로 등단하면 종종 야유가 일어났다.

훗날 2013년경에는 성인 비디오 메이커 소프트 온 디맨드로부터 다카라즈카 음악학교 졸업생을 자칭해 데뷔 하려던 모 AV 여배우 (발매 중지)와 피해 학생을 동일인물이라는 루머가 떠돌기도 했다.